# Zabrđe (żupania zagrzebska)
Zabrđe – wieś w Chorwacji, w żupanii zagrzebskiej, w gminie Gradec. W 2011 roku liczyła 158 mieszkańców.